# Drugi istarski partizanski odred
Drugi istarski partizanski odred (poznat i kao Pulski partizanski odred) bio je partizanska postrojba u sastavu Narodnooslobodilačke vojske i partizanskih odreda Jugoslavije tijekom Drugog svjetskog rata u Jugoslaviji.

## Borbeni put odreda
Drugi NOP odred „Pulski” formiran je krajem rujna 1943. godine, ali je i on, zajedno s Prvim istarskim odredom, razbijen tijekom njemačke operacije Istra. Ponovno je fomiran 11. travnja 1944. od boraca iz 1. istarskog partizanskog bataljuna. Tada je imao tri bataljuna (od kojih jedan talijanski), jednu samostalnu četu, desetinu diverzanata, s ukupno 455 boraca. U njemačkom napadu na partizanske postrojbe u Istri krajem travnja 1944., izbjegavajući borbe s nadmoćnijim neprijateljem, Odred se uz pomoć naroda održao bez većih gubitaka na području Barban, Žminj, Poreč. Za popunu 1. istarske brigade Odred je sredinom svibnja uputio 212 boraca, a 11. lipnja i talijanski bataljun "Pino Budicin". Tada su u njegovom sastavu ostala dva bataljuna, Žminjska i jedna talijanska samostalna četa, ukupno 263 borca. Od lipnja do kolovoza, postrojbe ovog odreda izvele su nekoliko uspješnih akcija: uništile su ili zarobile neprijateljske posade u selu Livadama (28. lipnja), Svetvinčentu (3. srpnja), Karojbi (5. srpnja); izvršile više diverzija na pruzi između Kanfanara i Svetog Petra u Šumi i ostalih mjesta. Poslije reorganizacije 29. kolovoza, u Odredu je ostao svega jedan bataljun sa 150 boraca, koji je operirao u sastavu 2. istarske brigade, kao njezin 5. bataljun. U listopadu je Odred preformiran, stavljen pod zapovjedništvo Operativnog štaba i borio se u Istri do ožujka 1945., kada je rasformiran.